# HD 143361 b
HD 143361 b는 직각자자리 방향으로 지구로부터 약 193.6 광년 떨어진 곳에 있는 항성 HD 143361 주위를 도는, 외계 행성이다. 어머니 항성은 겉보기 등급 9의 G형 주계열성이다. 행성의 최소 질량은 목성의 3.0배이다. 다만 궤도 경사각이 밝혀지지 않았기 때문에 정확한 질량은 알 수 없다. 항성으로부터 약 2.0 천문단위 떨어져 있으며 궤도 이심률은 0.18이다.
칠레 아타카마 사막에 자리잡은 라 실라 천문대에서, 2008년 10월 29일 민니티 연구진이 CORALIE 분광사진기를 이용하여 이 행성을 발견했다.

## 같이 보기
- BD-17°63 b
- HD 131664
- HD 145377 b
- HD 153950 b
- HD 20868 b
- HD 43848
- HD 48265 b
- HD 73267 b

## 참고 문헌
- (영어) Minniti 연구진 (2009년 3월). “LOW-MASS COMPANIONS FOR FIVE SOLAR-TYPE STARS FROM THE MAGELLAN PLANET SEARCH PROGRAM” (요약). 《The Astrophysical Journal》 693 (2): 1424-1430. doi:10.1088/0004-637X/693/2/1424. [깨진 링크(과거 내용 찾기)]